# Silvija Bardh
Silvija Bardh Hallbjörner, född Jansons den 7 februari 1925 i Užava i Lettland, död den 10 september 2018, var en svensk skådespelare.

## Biografi
Silvija Bardh fick sin första skådespelarutbildning på Calle Flygare Teaterskola. År 1950 blev hon antagen vid Dramatens elevskola och var skolkamrat med bland andra Allan Edwall, Yvonne Lombard, Jan Malmsjö, och Olof Thunberg. På nationalscenen fick hon trots sina unga år gestalta flera betydligt mer mogna karaktärer som Fru Korobkin i Gogols komedi Revisorn och En äldre dam i Hjalmar Söderbergs Gertrud. Efter att ha gått ut Dramatens elevskola 1953 engagerades hon av Riksteatern. 
Bardh arbetade huvudsakligen som scenskådespelare men hade genom karriären även roller på film och i teve. Hon filmdebuterade 1958 i rollen som chefsömmerskan Märta Falk i Arne Mattssons film Mannekäng i rött.
På TV spelade hon 1966 borgmästarinnan i julkalendern En småstad vid seklets början. I den medverkade också en mycket ung Ted Gärdestad. Året efter var hon med i julkalendern igen, nu som fru Pettersson i ett avsnitt av Gumman som blev liten som en tesked efter Alf Prøysens böcker och med Birgitta Andersson som Teskedsgumman.
På 1960-talet var hon en av de drivande krafterna på Marsaysteatern i Gamla stan i Stockholm, där hon även var verksam som regissör. Bardh återkom 1968 som gäst på Dramaten med rollen som Tjänarinnan Margret i Strindbergs laddade drama Pelikanen med Marie Göranzon och Börje Ahlstedt. 
År 1976 engagerades Silvija Bardh till Norrköping-Linköping stadsteater (från 1981 Östgötateatern).
Bardh gjorde 1979 rollen som Edith i Gun Jönssons TV-film I frid och värdighet (1979) och samma år Siri i långfilmen Kristoffers hus och en tant (som talar med Andersson) i avsnittet Junibackens jul i TV-serien Madicken.
År 1989 medverkade hon i TV-serien Hassel i avsnittet Slavhandlarna och 1992 var hon med som socialministerns sekreterare i TV-serien Kvällspressen efter manus av Jan Guillou och Leif G.W. Persson. Bardh gjorde rollen som hembiträdet i Kjell Sundvalls TV-serie Rosenbaum, 1993.
Silvija Bardh är begravd på Torslanda kyrkogård.

## Filmografi
- 1958 – Mannekäng i rött
- 1966 – Doktor Knock
- 1966 – En småstad vid seklets början (TV-serie)
- 1972 – Tryggarekan
- 1974 – Erik XIV
- 1979 – I frid och värdighet
- 1979 – Kristoffers hus
- 1979 – Madicken (TV-serie)
- 1981 – Skapelsens krona
- 1989 – Hassel – Slavhandlarna
- 1992 – Kvällspressen (TV-serie)
- 1993 – Rosenbaum (TV-serie)

## Teater

### Roller
| År   | Roll         | Produktion                                                                | Regi                 | Teater                           |
| ---- | ------------ | ------------------------------------------------------------------------- | -------------------- | -------------------------------- |
| 1953 | Fru Koroblin | Revisorn (Ревизор, Revizor) Nikolaj Gogol                                 | Rune Carlsten        | Dramaten                         |
| 1954 |              | Fadershjärtat (The Bread-Winner) W. Somerset Maugham                      | Stig Torsslow        | Folkparksturné                   |
| 1957 | Niècen       | Baronessan Iwo Wiklander                                                  | Bengt Lagerkvist     | Dramatikerstudion                |
| 1964 | Kadidja      | Skärmarna (Les Paravents) Jean Genet                                      | Per Verner-Carlsson  | Stockholms stadsteater           |
| 1965 | Martha Rull  | Den sönderslagna krukan (Der zerbrochne Krug) Heinrich von Kleist         | Kotti Chave          | Skansenteatern                   |
| 1967 | Constance    | Skuggor (Swamp Creatures) Alan Seymour                                    | Kaj Ahnhem           | Marsyasteatern                   |
| 1969 | Myrtie       | Ett kungarike på jorden (The Seven Descents of Myrtle) Tennessee Williams | Bertil Lindeberg     | Marsyasteatern                   |
| 1973 | Fru Shin     | Den goda människan i Sezuan (Der gute Mensch von Sezuan) Bertolt Brecht   | Jan Håkansson        | Örebroensemblen                  |
| 1976 |              | Gisslan (The hostage) Brendan Behan                                       | Tom Lagerborg        | Riksteatern                      |
| 1976 | Polina       | Måsen (Чайка, Tjájka) Anton Tjechov                                       | Brigitte Ornstein    | Norrköping-Linköping stadsteater |
| 1977 |              | Riter (Rites) Maureen Duffy                                               | Gun Jönsson          | Norrköping-Linköping stadsteater |
| 1977 | Herden       | Backanterna (Βάκχαι, Bakchai) Euripides                                   | Gun Jönsson          | Norrköping-Linköping stadsteater |
| 1977 | Fröken Atte  | Söndagpromenaden Lars Forssell                                            | Lars Gerhard Norberg | Norrköping-Linköping stadsteater |

### Regi
| År   | Produktion                                                               | Upphovsmän                                                         | Teater         |
| ---- | ------------------------------------------------------------------------ | ------------------------------------------------------------------ | -------------- |
| 1968 | Tack för att ni kom, Mister Pike White Man, Black Man, Yellow Man, Chief | Edward Hagopian Översättning Bertil Lindeberg                      | Marsyasteatern |
| 1969 | Strip-tease Karol                                                        | Slawomir Mrozek Översättning Nils Åke Nilsson och Per Erik Wahlund | Marsyasteatern |